# Super Basketball League
Die Super Basketball League (超級籃球聯賽 oder 超级篮球联赛 oder Chāojí lánqiú liánsài) (kurz SBL) ist die höchste Basketball-Liga in Taiwan. Sie wurde 2003 gegründet. Die aktuellen Rekordmeister sind die Teams Taiwan Beer und Taoyuan Pauian Archiland.

## Mannschaften
- Bank of Taiwan (臺灣銀行)
- Kaohsiung Jeoutai Technology (高雄九太科技)
- Taiwan Beer (台灣啤酒)
- Taoyuan Pauian Archiland (桃園璞園建築)
- Yulon Luxgen Dinos (裕隆納智捷)

## Women’s Super Basketball League
Neben der männlichen Super Basketball League existiert ebenfalls die Women’s Super Basketball League für Frauen mit vier Teams:
- Cathay Life (國泰)
- Taiyuan Textile (台元)
- Chunghwa Telecom (電信)
- Taipower (台電)

## Meisterschaften
| Saison  | Meister                  | Zweitplatzierter              | Drittplatzierter | Viertplatzierter |
| ------- | ------------------------ | ----------------------------- | ---------------- | ---------------- |
| 2003-04 | Yulon Dinos              | Sina Lions                    |                  |                  |
| 2004-05 | Yulon Dinos              | Dacin Tigers                  |                  |                  |
| 2005-06 | Yulon Dinos              | Taiwan Beer                   | Dacin Tigers     | Bank of Taiwan   |
| 2006-07 | Taiwan Beer              | Dacin Tigers                  |                  |                  |
| 2007-08 | Taiwan Beer              | Yulon Luxgen Dinos            |                  |                  |
| 2008-09 | Dacin Tigers             | Taiwan Beer                   |                  |                  |
| 2009-10 | Yulon Luxgen Dinos       | Dacin Tigers                  |                  |                  |
| 2010-11 | Taiwan Beer              | Dacin Tigers                  |                  |                  |
| 2011-12 | Taoyuan Pauian Archiland | Dacin Tigers                  |                  |                  |
| 2012-13 | Taoyuan Pauian Archiland | Dacin Tigers                  |                  |                  |
| 2013-14 | Taoyuan Pauian Archiland | Taiwan Mobile Clouded Leopard |                  |                  |
| 2014-15 | Taoyuan Pauian Archiland | Taiwan Beer                   |                  |                  |
| 2015-16 | Taiwan Beer              | Taoyuan Pauian Archiland      |                  |                  |
| 2016-17 | Dacin Tigers             | Yulon Luxgen Dinos            |                  |                  |
| 2017-18 | Taoyuan Pauian Archiland | Taiwan Mobile Clouded Leopard |                  |                  |
| 2018-19 | Taoyuan Pauian Archiland | Taiwan Beer                   |                  |                  |
| 2019-20 | Taiwan Beer              | Yulon Luxgen Dinos            |                  |                  |